# 長身巴塔鱨
長身巴塔鱨，為輻鰭魚綱鯰形目鱨科的其中一種，為熱帶淡水魚類，分布於亞洲緬甸淡水流域，體長可達7.6公分，棲息在底層水域，生活習性不明。

## 扩展阅读
維基物種上的相關：長身巴塔鱨